# Trichordestra rugosa
Trichordestra rugosa är en fjärilsart som beskrevs av Morrison 1875. Trichordestra rugosa ingår i släktet Trichordestra och familjen nattflyn. Inga underarter finns listade i Catalogue of Life.